# 馬卿
馬卿（1480年1月23日—1536年2月29日），字敬臣，號柳泉，河南彰德府林慮縣（今林州市）人，明朝政治人物。

## 生平
弘治八年（1495年）乙卯科河南鄉試第十三名舉人。弘治十八年（1505年），登乙丑科第三甲第四十七名進士。改庶吉士，績學翰林，初授户科给事中，升吏科右给事中，時值劉瑾擅權，正德六年（1511年），由工科左给事中遷任直隸大名府知府。正德十年（1515年）升浙江按察司副使，温處道兵备，改山西提學副使，遷右參政，進浙江右布政使，嘉靖四年（1525年）正月以事謫雲南鶴慶府知府。历升本省左參政、按察使、福建右布政使、南京太僕寺卿。會丁父憂，服闋，補光禄寺卿，升都察院右副都御史，總督漕運，巡撫淮陽諸郡。嘉靖十五年丙申（1536）二月初九日，卒于淮陽，享年五十八。

## 家族
曾祖父馬顒，通判；祖父馬麟；父馬圖，知縣。母申氏。子男二：元，真定府通判；允，太學生。女四，適劉守廉、李棟、崔汲、徐琬。孫男四：纬、緒、绅、綬。孫女五，長册封成皋王妃。次適申幹、郭燦，余幼。

## 著作
曾修《林县志》。有《马氏家藏集》诗集存一卷、《补文献通考》十余卷、《攒云粮储疏》等。